# Parafia Matki Bożej Wspomożenia Wiernych w Żarskiej Wsi
Parafia Matki Bożej Wspomożenia Wiernych w Żarskiej Wsi – parafia rzymskokatolicka, znajdująca się w diecezji legnickiej, w dekanacie Zgorzelec.